# Киселёва (Тавдинский муниципальный округ)
Киселёва — деревня в Тавдинском муниципальном округе Свердловской области России.

## Географическое положение
Деревня  расположена в 34 километрах (по автотрассе в 40 километрах) к востоку от города Тавда. В окрестностях деревни, в 5 километрах к северу расположено озеро  Большое Князево, к востоку расположено озеро Иваново. Через деревню проходит автотрасса Тавда – Мияссы.

## Население
| 2002 | 2010 | 2021 |
| ---- | ---- | ---- |
| 132  | ↘112 | ↘60  |

## Инфраструктура
Личное подсобное хозяйство с зоной сельскохозяйственного использования, индивидуальная застройка усадебного типа.
ФАП Киселево.

## Транспорт
Автобусное сообщение с райцентром.  Остановка общественного транспорта «Киселёва». 